# Pomponia (chi ve sầu)
Pomponia 
Pomponia là một chi về sầu của châu Á

## Các loài
Chi này gồm các loài
- Pomponia adusta (Walker, 1850)
- Pomponia cyanea Fraser, 1948
- Pomponia backanensis Thai[cần định hướng] and Yang[cần định hướng], 2009
- Pomponia decem (Walker, 1857)
- Pomponia gigantea Distant, 1897
- Pomponia graecina Distant, 1889
- Pomponia hieroglyphica Kato, 1938
- Pomponia kiushiuensis Kato, 1925
- Pomponia lactea (Distant, 1887)
- Pomponia linearis (Walker, 1850)
- Pomponia parafusca Kato, 1944
- Pomponia piceata Distant, 1905
- Pomponia picta (Walker, 1870)
- Pomponia polei Henry, 1931
- Pomponia promiscua Distant, 1887
- Pomponia rajah Moulton, 1923
- Pomponia similis Schmidt, 1924
- Pomponia solitaria Distant, 1888
- Pomponia surya Distant, 1904
- Pomponia thalia (Walker, 1850)

## Loài mới
Các nhà khoa học đã công bố 1 loài mới cho khoa học và ghi nhận thêm 1 loài mới cho khu hệ ve sầu của Campuchia. Loài ve sầu mới cho khoa học được đặt tên là Pomponia brevialata Lee & Pham, 2015. Loài này được phân biệt với các loài khác của nhóm loài Pomponia linearis bởi các đốm vệt màu nâu trên gân r, r-m, và m của cánh trước; bụng con đực hình phễu.
Loài này giống với loài Pomponia cinctimanus (Walker, 1850) và loài Pomponia ramifera (Walker, 1850) (cả hai loài đều phân bố ở Sylhet, Bănglađét). Tuy nhiên, loài này phân biệt với hai loài trên bởi các gai của P.clasper hẹp hơn và dài hơn rõ rệt cũng như các đốm vệt màu nâu trên cánh trước. Với việc công bố thêm loài mới này đã nâng số tổng loài thuộc giống Pomponia lên 36 loài. Trong đó Việt Nam có 5 loài.